# 楊來嘉
楊來嘉（？—1680年），明末福建福州人，為鄭成功的部將，授親丁鎮都督。
從鄭成功入臺，鄭經靖難後調守金門，鄭泰事件時，因與鄭泰有密切往來，而遭鄭經猜忌，遂於永曆十六年隨鄭纘緒降清。
康熙三年十一月授湖廣襄陽鎮總兵官。十三年三月三藩之亂爆發，與副將洪福據榖城叛，並受吳三桂偽將軍職。五月犯均州、九月犯南漳、十一月陷中峰寨。十四年三月為總兵劉成龍撃敗於良坪。五月複犯南漳；七月為大兵擊敗之。十一月分道入寇。十五年正月副將四十六破之於黃實山。九月洪福複犯均州。十八年大兵自荊州渡江，洪福降；楊來嘉逃遁。十九年正月，湖廣總督徐治都擊破楊來嘉；追至巫山，來嘉拒戰，複破之。二月克夔州，來嘉走重慶。三月重慶破，來嘉降。逮至京未至，死於途中。